# Oberwangen TG

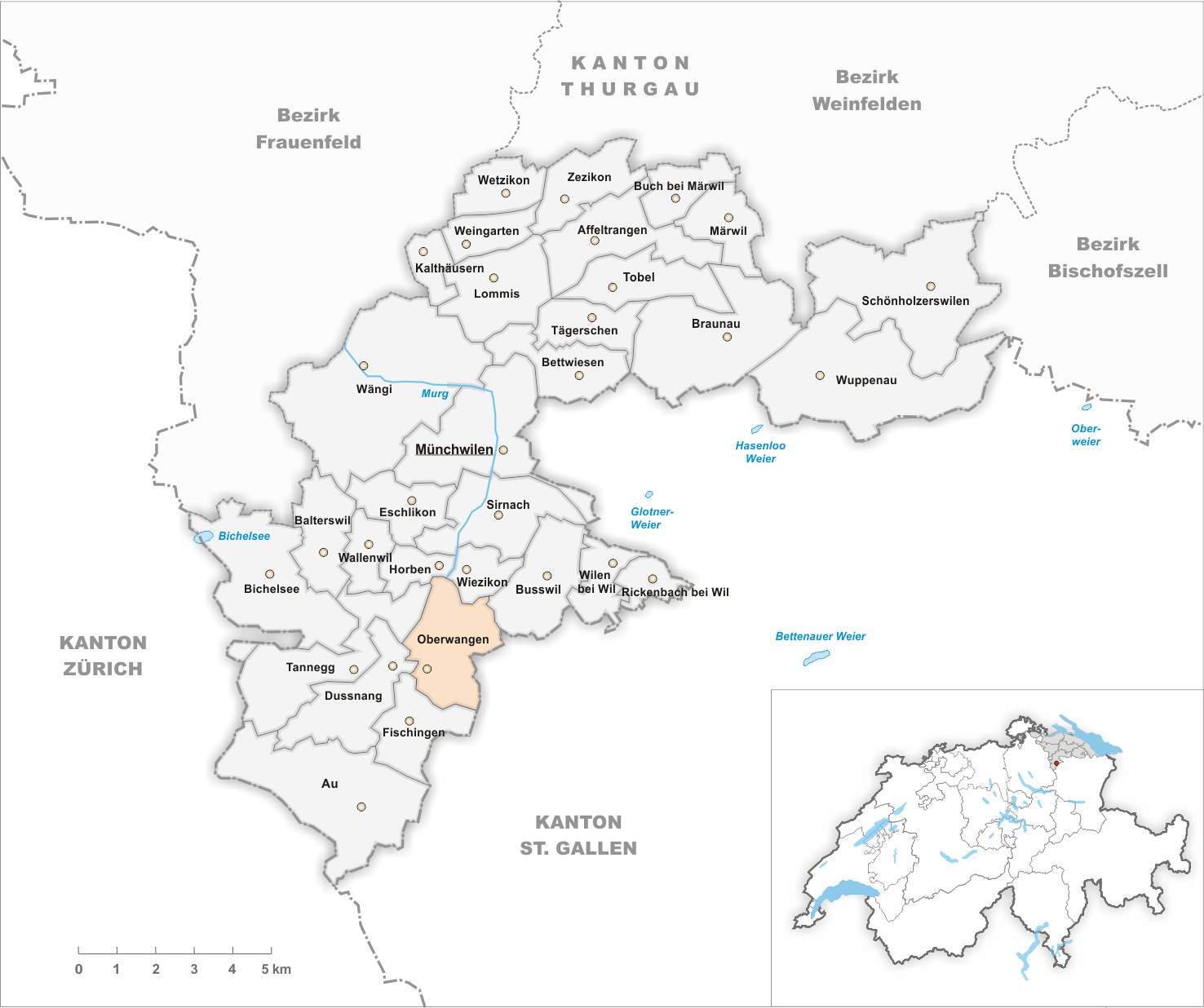
Gemeindestand vor der Fusion im Jahr 1972

| TG ist das Kürzel für den Kanton Thurgau in der Schweiz. Es wird verwendet, um Verwechslungen mit anderen Einträgen des Namens Oberwangen zu vermeiden. |

Oberwangen im Murgtal ist eine ehemalige Ortsgemeinde und eine Ortschaft der politischen Gemeinde Fischingen im Bezirk Münchwilen des Kantons Thurgau in der Schweiz.
Die bis dahin zur Munizipalgemeinde Fischingen gehörende Ortsgemeinde fusionierte am 1. Januar 1972 zur Einheitsgemeinde Fischingen.

## Geschichte
754 wurde Oberwangen erstmals als Wangas erwähnt. Dem Kloster St. Gallen wurden 754, dem Konstanzer  Petershausen um 996 Güter von Oberwangen übertragen. Der Fronhof Dussnang-Oberwangen gehörte den Grafen von Toggenburg. Konstanzer Bischof Heinrich von Tanne (von 1233 bis 1248 im Amt) erwarb diese Güter und bildete damit das Amt Tannegg, welches 1693 bis 1798 dem Kloster Fischingen gehörte. Oberwangen war stets Teil der Pfarrei Dussnang. Die erstmals 1494 erweiterte Kapelle Martinsberg wurde während der Reformation profaniert, ab 1540 aber wieder als Gotteshaus benutzt. Der gotische Chor und der barocke Kuppelbau aus den Jahren 1727 bis 1730 prägen die heutige Kapelle.
In Oberwangen wurde Forst-, Vieh- und Milchwirtschaft betrieben, es gab eine Käserei, Sägen sowie eine Ziegelei. Die ab dem 17. Jahrhundert betriebene Au-Mühle stellte 1932 ihren Betrieb ein. 1885 bis 1930 blühte die Schifflistickerei.

## Bevölkerung
| Bevölkerungsentwicklung von Oberwangen | Bevölkerungsentwicklung von Oberwangen | Bevölkerungsentwicklung von Oberwangen | Bevölkerungsentwicklung von Oberwangen | Bevölkerungsentwicklung von Oberwangen | Bevölkerungsentwicklung von Oberwangen | Bevölkerungsentwicklung von Oberwangen | Bevölkerungsentwicklung von Oberwangen |
| Jahr                                   | 1831                                   | 1850                                   | 1920                                   | 1970                                   | 2000                                   | 2018                                   | 2023                                   |
| -------------------------------------- | -------------------------------------- | -------------------------------------- | -------------------------------------- | -------------------------------------- | -------------------------------------- | -------------------------------------- | -------------------------------------- |
| Ortsgemeinde                           | 408                                    | 496                                    | 519                                    | 487                                    |                                        |                                        |                                        |
| Ortschaft                              |                                        |                                        |                                        |                                        | 577                                    | 801                                    | 823                                    |
| Quelle                                 | [ 3 ]                                  | [ 3 ]                                  | [ 3 ]                                  | [ 3 ]                                  | [ 4 ]                                  | [ 2 ]                                  | [ 5 ]                                  |

Von den insgesamt 823 Einwohnern der Ortschaft Oberwangen am 31. Dezember 2023 waren 70 bzw. 8,5 % ausländische Staatsbürger. 339 (41,2 %) waren römisch-katholisch und 237 (28,8 %) evangelisch-reformiert.

## Sehenswürdigkeiten
Die Kapelle St. Martin auf einem Hügel in Oberwangen wurde im 10. Jahrhundert erbaut und 1693 und 1727 von Johannes und Jakob Grubenmann durch einen Kuppelbau erweitert. Sie besitzt eine Hund-Orgel (nach dem Orgelbauer Joseph Hund) aus dem Jahre 1811.

## Bilder

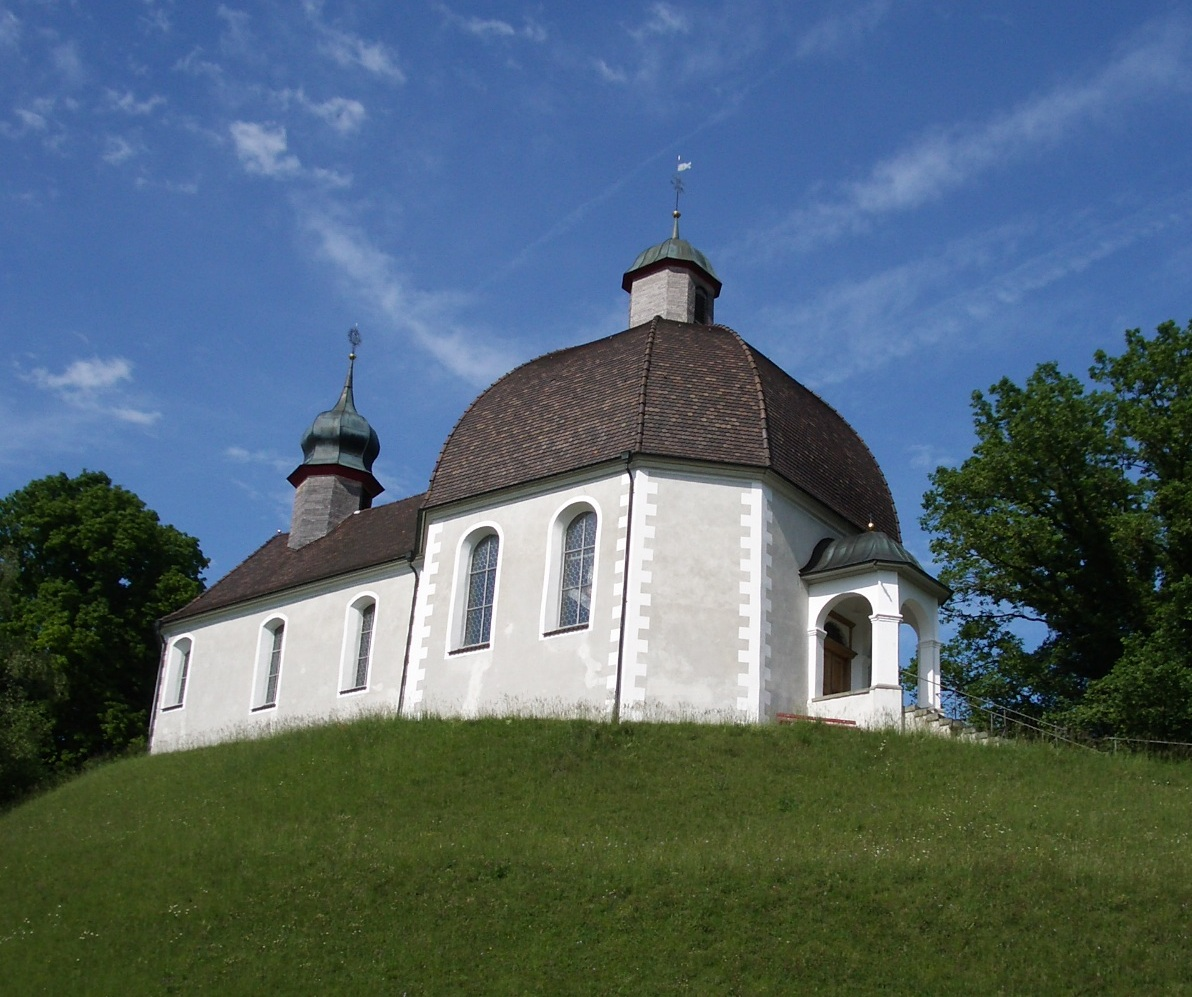
Kapelle St. Martin Oberwangen
Historisches Luftbild aus 1300 m von Walter Mittelholzer von 1931
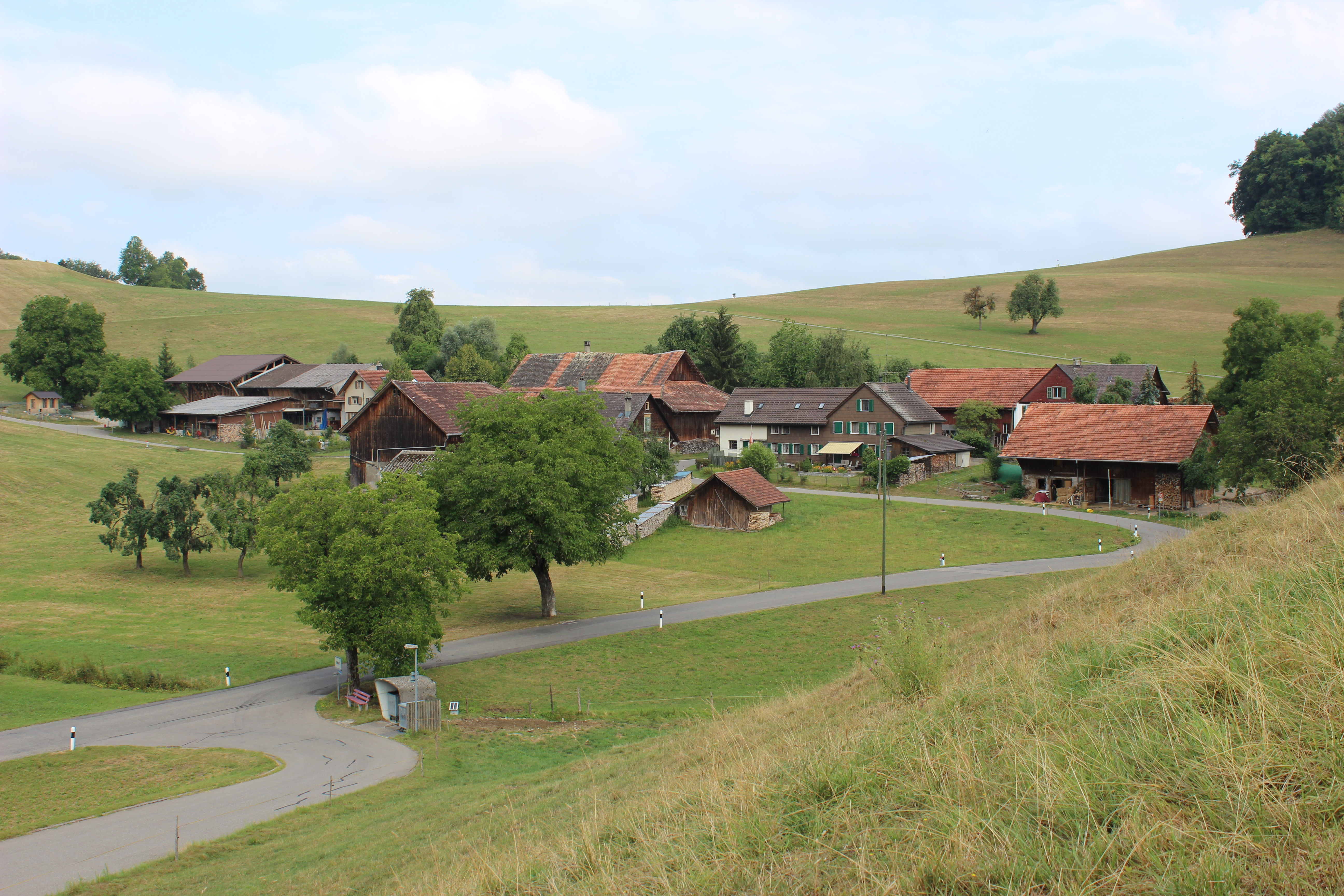
Oberwangen besteht aus vielen Weilern wie hier Matt